# آتسانو ملا
آتسانو ملا (به ایتالیایی: Azzano Mella) یک کومونه در ایتالیا است که در استان برشا واقع شده‌است. آتسانو ملا ۱۰ کیلومتر مربع مساحت و ۳٬۰۱۷ نفر جمعیت دارد و ۹۵ متر بالاتر از سطح دریا واقع شده‌است.